# Отвен
Отвен (фр. Hautevesnes) насеље је и општина у североисточној Француској у региону Пикардија, у департману Ен (Пикардија) која припада префектури Шато Тјери.
По подацима из 2011. године у општини је живело 159 становника, а густина насељености је износила 21,81 становника/km². Општина се простире на површини од 7,29 km². Налази се на средњој надморској висини од 173 метара (максималној 173 m, а минималној 78 m).

## Демографија
| 1962. | 1968. | 1975. | 1982. | 1990. | 1999. | 2011. |
| ----- | ----- | ----- | ----- | ----- | ----- | ----- |
| 113   | 119   | 94    | 105   | 102   | 146   | 159   |

График промене броја становника у току последњих година